# بيت سروم (الرجم)

تعديل مصدري - تعديل

بيت سروم هي إحدى قرى عزلة الروحاني بمديرية الرجم التابعة لمحافظة المحويت، بلغ تعداد سكانها 898 نسمة حسب تعداد اليمن لعام 2004.